# 涡轮发动机工业公司
涡轮发动机工业公司（西班牙語：Industria de Turbo Propulsores S.A.）是西班牙一家飞机发动机和燃气轮机制造商，由塞纳尔航空和罗尔斯·罗伊斯公司共同拥有。